# Molinara (cépage)
Pour la commune, voir Molinara.
La molinara est un cépage italien de raisins noirs.

## Origine et répartition géographique
Le cépage Molinara est d'origine inconnue mais il est diffusé depuis longtemps en Italie du nord.
Il est classé cépage d'appoint en DOC Bardolino, Colli Morenici Mantovani del Garda et Valpolicella. Notamment cultivée autour du lac de Garde, il est classé recommandé dans la province de Mantoue en Lombardie et dans la province de Vérone en Vénétie. En 1998, sa culture couvrait une superficie de 1 630 ha.

## Caractères ampélographiques
- Extrémité du jeune rameau cotonneux, vert blanchâtre avec les bords rosés.
- Jeunes feuilles aranéeuses, à plages bronzées.
- Feuilles adultes, à 3 lobes (rarement 5 lobes) avec des sinus supérieurs en V ouvert, un sinus pétiolaire en V largement ouvert, des dents ogivales, larges, un limbe glabre.

## Aptitudes culturales
La maturité est de quatrième époque: 40 - 45 jours après le chasselas.

## Potentiel technologique
Les grappes et les baies sont de taille moyenne à grande. La grappe est cylindrique ou pyramidale, avec 2 ailerons courts, lâche. Le cépage est de bonne vigueur. La molinara préfère une taille longue donnant ainsi une production abondante et constante.  

## Synonymes
La molinara  est connu sous les noms de breppon, molinara ciara, molinara rada, pola, rossanella, rossanella Gentile, rossara, rossara della Forcella, rossiccio chiaro, scavolegno, sola, uva Salata et vespone.